# Cunha Baixa
Cunha Baixa é uma povoação portuguesa sede da Freguesia de Cunha Baixa do Município de Mangualde, freguesia com 15,62 km² de área e 801 habitantes (censo de 2021), tendo, por isso, uma densidade populacional de 51,3 hab./km².

## Demografia
A população registada nos censos foi:
| Distribuição da População por Grupos Etários | Distribuição da População por Grupos Etários | Distribuição da População por Grupos Etários | Distribuição da População por Grupos Etários | Distribuição da População por Grupos Etários |
| -------------------------------------------- | -------------------------------------------- | -------------------------------------------- | -------------------------------------------- | -------------------------------------------- |
| Ano                                          | 0-14 Anos                                    | 15-24 Anos                                   | 25-64 Anos                                   | > 65 Anos                                    |
| 2001                                         | 167                                          | 137                                          | 547                                          | 282                                          |
| 2011                                         | 108                                          | 84                                           | 410                                          | 282                                          |
| 2021                                         | 62                                           | 86                                           | 363                                          | 290                                          |

## Património
- Anta de Cunha Baixa;
- Igreja Matriz de de Cunha Baixa;
- Capela de São Sebastião;
- Capela de São Cipriano;
- Capela do Senhora do Calvário.